# Frullania zerovii
Frullania zerovii — викопний вид юнгерманієвих печіночників родини фруланієвих (Frullaniaceae), що існував в еоцені в Європі. Вид описаний у 2018 році з гілочки моху, що знайдена у рівненському бурштині.